# Свети Тодор (Бобошево)
„Свети Тодор“ или „Свети Теодор“ е средновековна българска църква до град Бобошево, област Кюстендил.

## Местоположение
Църквата се намира на 2 km северно от град Бобошево, върху възвишение на десния бряг на река Струма, в местността Селище.

## История
Относно датировката на църквата има противоречия. В. Миков я отнася към ХIII—XIV в., Н. Мавродинов – XII в., а Д. Панайотова – към първата четвърт на XI в., а стенописите – вторият пласт, датира от първата половина на XIV век. Патрик Льокак обаче е на мнение, че вторият слой е създаден през XVII в. В архитектурно отношение църквата е от най-старите в България от т. нар. тип на свободния кръст. През 1962 г. тя е опакована с дървен градеж в очакване на пълната ѝ реставрация, но по-късно дървеният градеж е свален.
Църквата е архитектурно-художествен паметник на културата с национално значение (ДВ, бр. 38/1972).

## Архитектура
По тип принадлежи към кръстокуполните църкви с издаващи се свободно рамене на кръста. Има дължина 7,4 м и ширина 6,21 м. Полукръглата апсида е прорязана от тесен, дълъг прозорец. Куполът е стъпвал върху цилиндричен барабан, осветяван от четири прозорци. Църквата е градена от камък, а куполът и сводовете от тухли. В купола редиците тухли са замазани през един ред, тъй че се получава ефектна декоративна украса.

## Стенописи
По стените на църквата са запазени стенописи в два пласта. Тези от ранния пласт са унищожени, а тези от втория представляват ценни творения на българската средновековна живопис. Частично запазени са Тайната вечеря, Умиване на нозете, Моление в Гетсиманската градина, Предаване на Христа от Юда и други.
Според Цвета Кунева стенописите са от началото на XVI век и са дело на ателие принадлежащо към Костурската художествена школа. Произведение на същото ателие са стенописите в „Свети Николай Магалски“ (1504/1505).